# Catanzaro (província)
A província de Catanzaro é uma província italiana da região da Calábria com cerca de 369 578 habitantes, densidade de 154 hab/km². Está dividida em 80 comunas, sendo a capital Catanzaro.
Faz fronteira a norte com província de Cosenza e província de Crotone, a sudeste com Mar Jónico, a sul com província de Reggio Calabria, a sudoeste com a província de Vibo Valentia e a oeste com o Mar Tirreno.